# Piazza XXIV Maggio (Ferrara)
Piazza XXIV Maggio è una piazza di Ferrara al centro del Rione Giardino.

## Origine del nome
(Da La canzone del Piave di E. A. Mario)
La piazza durante il ventennio fascista venne chiamata Piazza XXVIII Ottobre, per celebrare la Marcia su Roma del 28 ottobre 1922, e l'acquedotto monumentale posizionato al suo centro venne ultimato esattamente dieci anni dopo, nel 1932, come riporta la data sulla sua facciata. 

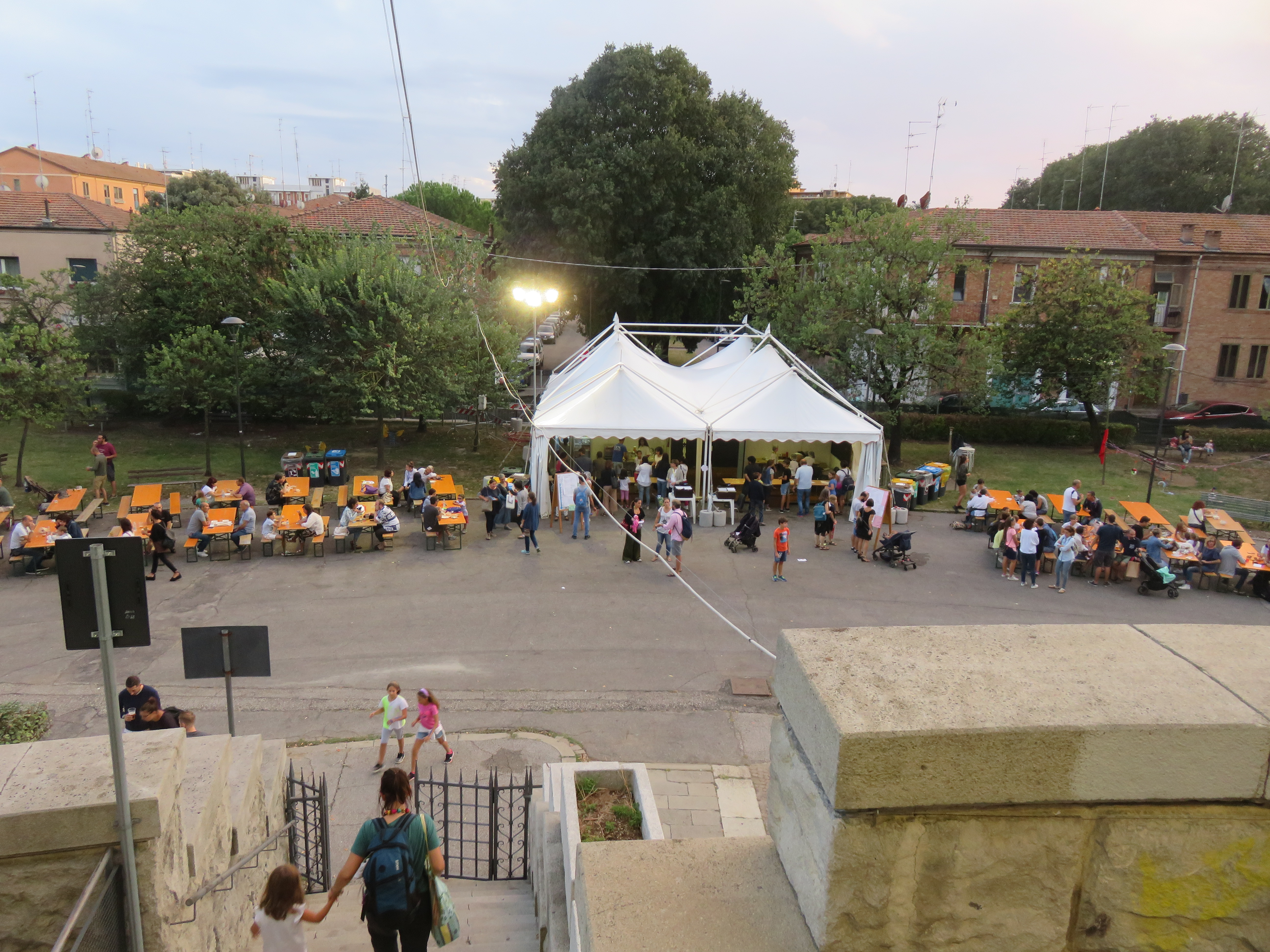
In piazza XXIV Maggio durante la stagione favorevole si svolgono varie manifestazioni, dedicate ai bambini ed agli adulti.

Immediatamente dopo la fine del secondo conflitto mondiale, nel 1945, il nome venne mutato in Piazza XXIV Maggio, per ricordare il giorno dell'entrata in guerra dell'Italia nel primo conflitto mondiale, nel 1915.  Vi sono altri legami a livello toponomastico perché l'acquedotto, sul suo prospetto principale, conserva la scultura Il Po e i suoi affluenti di Arrigo Minerbi e lo stesso scultore, sempre in città, è autore di un'altra opera, una copia della Vittoria del Piave che si trova alla base della Torre della Vittoria, ricostruita nelle forme recenti nel 1928 e posta in piazza Trento e Trieste. 
Nel quartiere sono diverse le vie che ricordano la grande guerra, come corso Piave, corso Vittorio Veneto, via Fiume, via Gorizia, viale IV Novembre, via Arturo Cassoli, via Podgora e corso Isonzo.

## Storia

Il Po della fontana di Minerbi sulla facciata dell'acquedotto con vista sulla piazza durante una manifestazione.

La piazza si trova al centro del progetto di riqualificazione urbanistica di Ferrara che iniziò nei primi anni del XX secolo. Il primo ad interessarsi dell'area fu Ciro Contini, perché da tempo quell'enorme settore cittadino aveva bisogno di un ripensamento dopo le grandi opere che lo avevano interessato sin dal tempo degli Este.
Fu solo a partire dagli anni venti del XX secolo  che il cambiamento urbano noto come Addizione Novecentista, in epoca fascista e rispettando i canoni del razionalismo italiano, produsse gli effetti maggiori sulla città. L'architetto Carlo Savonuzzi, incaricato dal Comune di Ferrara e quindi dal podestà Renzo Ravenna, si interessò anche di questa piazza e di tutto il quartiere e a sostenere quest'impresa enorme per Ferrara vi fu il gerarca ferrarese Italo Balbo.

## Utilizzo
La piazza è un luogo di ritrovo e incontro in particolare durante il periodo estivo, essendo poco lontana dal centro storico e con un piccolo parco giochi per bambini. Nel corso dell'anno vi vengono organizzate diverse manifestazioni.

## Luoghi di interesse
L'Acquedotto di Ferrara si trova al centro della piazza, ed è il secondo acquedotto cittadino ma il più significativo dal punto di vista monumentale. Dalla piazza inizia Corso Vittorio Veneto, che unisce il centro del quartiere con Viale Cavour.